# La dottoressa ci sta col colonnello
La dottoressa ci sta col colonnello è un film del 1980 diretto da Michele Massimo Tarantini.

## Trama
Il colonnello Anacleto Punzone è un medico che svolge la sua attività presso un ospedale militare. Durante una partecipazione ad un convegno sui trapianti conosce la giovane e bellissima professoressa Russell e se ne invaghisce subito.
Anche la ragazza si innamora del colonnello, che chiama "coglionello" per via della sua pronuncia inglese, e vorrebbe portarselo a letto, ma l'ufficiale desiste perché si sente inadeguato virilmente. Per ovviare al problema, propone ad un suo sottoposto, il tenente Lancetti, di trapiantargli l'organo di una ignara giovane recluta, Arturo Mazzancolla, amante della moglie di Punzone e superdotato, che egli odia, giustificando l'intervento con la presenza di una cisti.
L'intervento riesce ma l'organo viene rigettato nel momento del bisogno ed il colonnello finisce tra le voci bianche, con moglie ed amante passate al suo rivale.

## Produzione
Il film è girato a Livorno, Pisa, e in varie località della città toscana: presso la Facoltà d'ingegneria, all'aeroporto Galilei, sui lungarni, nel viale delle Piagge, all'ospedale di Santa Chiara e nella frazione di Calambrone, sul litorale pisano. La scena finale del film, con il coro delle voci bianche, si svolge sempre a Pisa all'interno della chiesa di Santa Maria della Spina.
Alcune scene sono ambientate anche nell'Hotel Palazzo e in via Grande a Livorno e a Santa Cesarea Terme.
Per alcune scene sono stati utilizzati gli esterni e dei reparti di una clinica privata in Roma, circostanza accreditata nei titoli di coda.